# HMSD
HMSD (англ. Histocompatibility minor serpin domain containing) – білок, який кодується однойменним геном, розташованим у людей на довгому плечі 18-ї хромосоми. Довжина поліпептидного ланцюга білка становить 139 амінокислот, а молекулярна маса — 15 355.
| 10         |  | 20         |  | 30         |  | 40         |  | 50         |
| ---------- |  | ---------- |  | ---------- |  | ---------- |  | ---------- |
| MSISSALAMV |  | FMGAKGNTAA |  | QMSQALCFSK |  | IGGEDGDIHR |  | GFQSLLVAIN |
| RTDTEYVLRT |  | ANGLFGEKSY |  | DFLTGFTDSC |  | GKFYQATIKQ |  | LDFVNDTEKS |
| TTRVNSWVAD |  | KTKGENILLF |  | YFDNILNSFI |  | VSSLQNCQI  |  |            |

A: Аланін

C: Цистеїн

D: Аспарагінова кислота

E: Глутамінова кислота

F: Фенілаланін

G: Гліцин

H: Гістидин

I: Ізолейцин

K: Лізин

L: Лейцин

M: Метіонін

N: Аспарагін

Q: Глутамін

R: Аргінін

S: Серин

T: Треонін

V: Валін

W: Триптофан

Кодований геном білок за функціями належить до інгібіторів протеаз, інгібіторів серинових протеаз. 
Задіяний у такому біологічному процесі, як альтернативний сплайсинг. 
Секретований назовні.